# Schott (Familienname)
Schott ist ein Familienname mit verschiedenen möglichen Bedeutungen. Er könnte auf die mittelalterliche Bezeichnung schotte für einen umherziehenden Hausierer (nach deren häufiger Herkunft aus Schottland) zurückgehen. Daneben ist eine Herkunft aus mittelhochdeutsch schotte ,Quark (von süßen Molken)‘ möglich, zu dem auch die oberdeutschen Familiennamen Schöttle und Schöttel gehören. Niederdeutsches Schöttel geht hingegen auf den dortigen Ausdruck für Schüssler zurück.

## Namensträger

### A
- Adolf Schott (1890–1975), deutscher Augenarzt und Verbandsfunktionär
- Albert Schott (Jurist) (1782–1861), deutscher Jurist und Politiker
- Albert Schott (Volkskundler) (1809–1847), deutscher Lehrer und Volkskundler
- Albert Schott (Assyriologe) (Otto Karl Albert Schott; 1901–nach 1945), deutscher Orientalist
- Alfons Schott (1908–1961), deutscher Geistlicher und Bibliothekar
- Alfred Schott (1895–1973), deutscher Lehrer und Museumsdirektor
- Alphons Schott (1857–nach 1918), elsässischer Arzt und Politiker (Zentrum)
- Andreas Schott (Jesuit) (auch Andreas Schottus; 1552–1629), Jesuit, Publizist, Linguist und Hochschullehrer
- Andreas Schott (Historiker) (auch Andrzej Schott; 1707–1764), polnischer Historiker
- Andreas Heinrich Schott (1758–1831), deutscher Philosoph, Bibliothekar und Hochschullehrer
- Anne-Katrin Schott, deutsche Schwimmerin
- Anselm Schott (1843–1896), deutscher Ordensgeistlicher und Herausgeber
- Anton Schott (Diplomat) (1636–1684), deutscher Politiker und Gesandter von Kursachsen am Reichstag in Regensburg
- Anton Schott (Sänger) (1846–1913), deutscher Sänger (Tenor)
- Anton Schott (Schriftsteller) (1866–1945), österreichischer Schriftsteller
- Arthur Carl Victor Schott (1814–1875), deutsch-US-amerikanischer Lithograf, Kartograf, Botaniker und Geologe
- August Schott (Maler) (1811–1843), deutscher Maler
- August Schott (Mediziner) (1839–1886), deutscher Balneologe
- August Schott (Industrieller) (1841–1878), deutscher Glasindustrieller
- August Friedrich Schott (1744–1792), deutscher Rechtswissenschaftler
- August Ludwig Schott (1751–1787), deutscher Rechtsgelehrter und Hochschullehrer

### B
- Basil Myron Schott (1939–2010), US-amerikanischer Geistlicher, Erzbischof von Pittsburgh
- Ben Schott (* 1974), britischer Autor und Bibliothekar
- Bernd Schott (* 1965), deutscher Sportschütze im Behindertensport
- Bernhard Schott (1748–1809), deutscher Musiker und Musikverleger, Begründer von B. Schott’s & Söhne
- Bernhard Schott (Theologe) (1903–1988), ev. Pfarrer und Lieddichter

### C
- Carl von Schott (1845–1913), deutscher Offizier der Württembergischen Armee
- Carl Schott (Politiker) (1879–1954), deutscher Politiker, Bezirksbürgermeister von Berlin-Zehlendorf
- Carl Schott (Geograph) (1905–1990), deutscher Geograph
- Carl Anton Schott (1826–1901), deutsch-US-amerikanischer Naturwissenschaftler
- Caspar Schott (1608–1666), deutscher Autor und Pädagoge
- Charles Schott, US-amerikanischer Automobilrennfahrer
- Christian Wahl-Schott (* 1971), Neurophysiologe und Hochschullehrer
- Christian-Erdmann Schott (1932–2016), deutscher Theologe
- Christoph Friedrich Schott (1720–1775), deutscher Bibliothekar und Hochschullehrer
- Christoph Friedrich Schott (Oberamtmann) (1758–1833), württembergischer Oberamtmann
- Clausdieter Schott (1936–2023), deutscher Rechtshistoriker
- Conrad Schott, deutscher Orgelbauer
- Cornelius Schott (* 1961), deutscher Biologe und Anthropologe

### D
- Daniel Müller-Schott (* 1976), deutscher Cellist
- Dieter Schott (* 1939), deutscher Brigadegeneral der Bundeswehr
- Dieter Schott (* 1954), deutscher Historiker
- Dietmar Schott (* 1937), deutscher Sportreporter

### E
- Eduard Schott (Metallurg) (1808–1895), deutscher Metallurg
- Eduard Schott (Mediziner) (1886–1952), deutscher Mediziner
- Ehrhart Schott (1879–1968), deutscher Chemiker und Unternehmer
- Emil Schott (1898–1992), deutscher Lehrer und Naturkundler
- Erdmann Schott (1900–1983), deutscher Theologe
- Erich Schott (1891–1989), deutscher Glasfabrikant
- Erik Schott (1906–1975), deutscher Architekt
- Ernst Schott (1877–1961), deutscher Jurist und Politiker, MdL Württemberg

### F
- Florian Schott (* 1982), deutscher Filmregisseur
- Franck Schott (* 1970), französischer Schwimmer
- Franz Schott (1811–1874), deutscher Musikverleger
- Friedrich Schott (Politiker, 1850) (1850–1931), deutscher Chemiker, Industriemanager und Politiker, MdL Baden
- Friedrich Schott (Politiker, 1881) (1881–1947), deutscher Politiker (NSDAP), MdL Hessen
- Friedrich Schott von Schottenstein (1812–1895), deutscher Forstwirt
- Friedrich A. Schott (1939–2008), deutscher Ozeanograf
- Friedrich Jakob Schott (1871–1944), deutscher Politiker (NLP, DVP), MdL Hessen
- Fritz Schott, Pseudonym von Charlotte Meyer-Housselle, deutsche Schriftstellerin
- Fritz Schott (Karnevalist), deutscher Karnevalist
- Fritz Schott (Gewerkschafter) (1905–1969), deutscher Gewerkschafter und Politiker (SPD)
- Fynn Schott (* 2006), österreichischer Basketballspieler

### G
- Georg Schott (Schriftsteller) (1882–1962), deutscher Schriftsteller
- Georg Balthasar Schott (1686–1736), deutscher Komponist, Kantor und Organist
- Georg Friedrich Schott (1736/1737–1823), deutscher Archivar
- Gerhard Schott (Ratsherr) (1641–1702), deutscher Jurist und Ratsherr
- Gerhard Schott (Politiker) (1801–1881), deutscher Politiker, MdL Nassau
- Gerhard Schott (Ozeanograf) (1866–1961), deutscher Geograph und Ozeanograph
- Gerhard Schott (Bibliothekar) (1930–2017), deutscher Bibliothekar
- Gerhart Schott (1895–1989), deutscher Chemiker und Industriemanager
- Günter Schott (Ingenieur) (1924–2018), deutscher Ingenieur, Werkstoffwissenschaftler und Hochschullehrer
- Günter Schott (Komponist) (1928–2003), deutscher Komponist und Kantor
- Günther Schott (1921–1985), deutscher Chemiker und Hochschullehrer

### H
- Hans Schott (Musikwissenschaftler) (* 1956), deutscher Kirchenmusiker, Musikwissenschaftler und Redakteur
- Hans Schott-Schöbinger (eigentlich Hanns Schott-Schöbinger; 1901–1984), österreichischer Filmregisseur
- Heinrich Schott (Botaniker) (1759–1819), Gärtner und Botaniker, Vater von H. W. Schott
- Heinrich Schott (Künstler, 1921) (1921–2009), deutscher Journalist und Bildhauer
- Heinrich Schott (Künstler, 1945) (* 1945), deutscher Musiker und Maler
- Heinrich August Schott (1780–1835), deutscher Theologe
- Heinrich Wilhelm Schott (1794–1865), k. k. österreichischer Botaniker und Gartendirektor, Sohn von H. Schott
- Heinz Schott (Medizinhistoriker) (* 1946), deutscher Medizinhistoriker
- Heinz Schneider-Schott (1906–1988), deutscher Musikverleger
- Hermann Schott (1842–1895), deutscher Jurist, Rechtshistoriker und Hochschullehrer

### J
- Johann Schott (Buchdrucker) (auch Hans Schott; 1477–1548),  deutscher Buchdrucker und Verleger
- Johann Schott (Theologe) (1746–1798), deutscher Kirchenrechtler und Theologe
- Johann Adam Christoph Schott (1805–1860), deutscher Politiker
- Johann Baptist Schott (1853–1913), deutscher Architekt
- Johann Carl Schott (1672–1717), deutscher Antiquar
- Johann Christian von Schott (1755–1841), württembergischer Oberamtmann
- Johann Georg Schott (1690–1753), deutscher Baumeister und Architekt
- Johann Gottlieb Schott (1751–1813), deutscher Bibliothekar und Historiker
- Johann Joseph Schott (auch Johann Josef Schott; 1782–1855), deutscher Musikverleger
- Johann Nepomuk Schott (1808–1875), deutscher Politiker, MdL Württemberg
- Josef Schott (Geistlicher) (Josef Andreas Schott; 1904–1972), deutscher Pfarrer und Heimatkundler
- Josef Schott (Designer) (1915–2009), tschechoslowakisch-schwedischer Glasdesigner
- Joseph Schott (Maler), deutscher Maler und Lithograf
- Joseph Schott (Sänger) (1818–1872), deutscher Sänger (Bass)

### K
- Karl Schott (Jurist) (1834–1917), deutscher Jurist
- Karl Schott (Politiker) (auch Carlos Schott; 1897–1969), deutscher Uhrmacher, Wassersportler und Politiker
- Karl Schott (Fußballspieler) (1906–1985), österreichischer Fußballspieler
- Karl Schott (Ingenieur) (1910–2008), deutscher Maschinenbauingenieur und Industriemanager
- Karl Albert von Schott (1840–1911), deutscher Oberstleutnant und Maler
- Karl Joseph Schott (1820–1905), deutscher Generalmajor
- Karoline Schott (1922–2017), deutsche Überlebende des Holocausts
- Kessy Schott (* 1980), deutsche Fußballspielerin

### L
- Lawrence Frederik Schott (1907–1963), US-amerikanischer Geistlicher, Weihbischof in Harrisburg
- Leopold Schott (1807–1869), deutscher Rabbiner und Autor
- Lothar Schott (* 1930), deutscher Anthropologe
- Ludwig Schott (* 1992), deutscher Skilangläufer

### M
- Maik Schott (* 1969), deutscher Keyboarder
- Manfred Schott (1936–1982), deutscher Synchronsprecher
- Marc-Thilo Schott, deutscher Basketballspieler
- Maren Schott (* 1976), deutsche Leichtathletin
- Maria Schott (1878–1947), deutsche Politikerin (DNVP)
- Marjana Schott (* 1958), deutsche Politikerin (Die Linke)
- Markus Schott (* 1964), deutscher Kameramann
- Matthias Schott (* 1979), deutscher Physiker und Hochschullehrer
- Max Schott (Musiker) (1856–1934), deutscher Musiker, Dirigent und Komponist
- Max Schott (Schriftsteller) (* 1935), US-amerikanischer Schriftsteller
- Max Schott von Schottenstein (1836–1917), deutscher General und Politiker

### N
- Nathalie Schott (* 1980), deutsch-französische Schauspielerin
- Nicole Schott (* 1996), deutsche Eiskunstläuferin

### O
- Otto Schott (1851–1935), deutscher Chemiker und Glastechniker
- Otto Emil Schott (1831–1901), deutscher Pfarrer und Lieddichter

### P
- Paul Schott (Oberamtmann) (1836–1907), deutscher Verwaltungsbeamter
- Paul Schott, Sammelpseudonym von Julius Korngold (1860–1945) und Erich Wolfgang Korngold (1897–1957), österreichische Komponisten
- Paul Schott (Ingenieur) (1920–2016), US-amerikanischer Ingenieur
- Peter Schott der Ältere (1427–1504), Politiker in Straßburg
- Peter Schott der Jüngere (1460–1490), deutscher Jurist, Theologe und Humanist
- Peter Schott (Verleger) (1821–1873), deutscher Musikverleger
- Petra Schott, deutsche Juristin, Künstlerin und Verfassungsrichterin
- Petra Schott-Pfeifer (* 1963), deutsche Richterin und Verfassungsrichterin

### R
- Richard Schott (1872–1934), deutscher Jurist und Hochschullehrer
- Robert Schott (1646–1714), schottischer Mediziner und kurhannoverscher Arzt, siehe Robert Scott (Mediziner)
- Rolf Schott (Rudolf Schott; 1891–1977), deutscher Kunsthistoriker, Grafiker und Schriftsteller
- Ruben Schott (* 1994), deutscher Volleyballspieler
- Rüdiger Schott (1927–2012), deutscher Ethnologe und Erzählforscher
- Rudolf Schott (1912–2004), deutscher Architekt

### S
- Sebastian Schott (* 1966), deutscher Historiker und Museumspädagoge
- Siegfried Schott (1897–1971), deutscher Ägyptologe
- Sigmund Schott (Politiker) (1818–1895), deutscher Jurist, Schriftsteller und Politiker (VP, DtVP), MdR
- Sigmund Schott (Bankmanager) (1852–1910), deutscher Bankmanager, Literaturkritiker und Journalist
- Sigmund Schott (Statistiker) (1868–1953), deutscher Statistiker
- Silke Schott (* 1965), deutsche Volleyballspielerin
- Simon Schott (1917–2010), deutscher Pianist und Autor
- Susanne Schott-Lemmer (* 1965), deutsche Politikerin (CDU)

### T
- Theodor Schott (Bibliothekar) (1835–1899), deutscher Theologe, Kirchenhistoriker und Bibliothekar
- Theodor Schott (Mediziner) (1852–1921), deutscher Balneologe und Kardiologe
- Thomas Schott (1578–1634), deutsch-schweizerischer Orgelbauer

### U
- Ulf Schott (* 1970), deutscher Fußballspieler und -funktionär
- Ulrike Müller-Schott (1945–2016), deutsche Cembalistin
- Uwe Schott (* 1966), deutscher Filmproduzent

### V
- Verena Schott (* 1989), deutsche Schwimmerin

### W
- Walter Schott (1861–1938), deutscher Bildhauer
- Walther Schott (1870–1930), deutscher Generalmajor
- Werner Schott (1891–1965), deutscher Schauspieler
- Wilhelm Schott (Orientalist) (1802–1889), deutscher Orientalist und Sinologe
- Wilhelm Schott (Maler) (1893–1990), deutscher Maler
- Wolfgang Schott (1905–1989), deutscher Geologe und Ozeanograf